# Le Trésor du Yucatán
Le Trésor du Yucatán est un livre-jeu écrit par Joël Gourdon en 1987, et édité par Presses Pocket dans la collection Histoires à jouer : Les livres à remonter le temps, dont c'est le huitième tome.